# Gwiezdny pył (film 2007)
Gwiezdny pył (ang. Stardust, 2007) – amerykańsko-brytyjski film fantasy w reżyserii Matthew Vaughna, powstały na podstawie powieści Neila Gaimana pt. Gwiezdny pył. Scenariusz do tego filmu otrzymał nagrodę Hugo w kategorii najlepsza prezentacja dramatyczna (długa forma) w 2008 roku.

## Opis filmu
XIX wiek, Anglia. Mała wioseczka Mur ma swoją tajemnicę: przebiegający opodal osady kamienny mur stanowi granicę między światem ludzi a światem magii. Pewnej nocy młody Tristan Thorn (Charlie Cox) obiecuje swojej ukochanej Victorii (Sienna Miller) "gwiazdkę z nieba", by zdobyć jej przychylność i... wyrusza na poszukiwanie gwiazdy, która właśnie spadła z firmamentu. Droga zaprowadzi go na drugą stronę muru. Młodzieniec nie wie, że gwiazdy poszukuje również okrutna Lamia, Królowa Czarownic (Michelle Pfeiffer) i dwóch bezwzględnych i zawziętych kandydatów do tronu potężnej Twierdzy Burz. Tym samym zaprowadzenie gwiazdy – pyskatej i pięknej dziewczyny imieniem Yvaine (Claire Danes) – do Victorii zamienia się w ucieczkę pełną szalonych zwrotów akcji i niebezpieczeństw. Na swej drodze Tristan i Yvaine spotkają m.in. Shakespeare’a (Robert De Niro), transwestytycznego i ekscentrycznego kapitana powietrznego statku łowiącego pioruny i wiedźmę prowadzącą handel obwoźny, której piękną służącą łączy tajemnicza więź z Tristanem.

## Obsada
- Charlie Cox – Tristan Thorn
- Claire Danes – Yvaine
- Michelle Pfeiffer – Lamia
- Mark Strong – książę Septimus
- Robert De Niro – kapitan Shakespear
- Jason Flemyng – książę Primus
- Kate Magowan – Una
- Melanie Hill – Brudna Sal
- Peter O’Toole – król Stromholdu
- Ricky Gervais – Ferdynand
- Mark Heap – książę Tertius
- Rupert Everett – książę Secundus
- Julian Rhind-Tutt – duch księcia Kwartusa
- Adam Buxton – duch księcia Kwintusa
- David Walliams – duch księcia Sekstusa
- Joanna Scanlan – Mormo
- Sarah Alexander – Empusa
- Nathaniel Parker – Dunstan Thorne
- Sienna Miller – Victoria Forester
- Henry Cavill – Humphrey
- Mark Williams – kozioł w ludzkiej postaci
- Ian McKellen – Narrator (głos)
- Ben Barnes − młody Dunstan Thorne